# Sergio Kerusch
Sergio Kerusch (Memphis, Tennessee; 6 de enero de 1989) es un exjugador profesional de baloncesto estadounidense con nacionalidad alemana. Con 1,96 metros de estatura, jugaba en la posición de alero.

## Profesional
Después de jugar baloncesto en Overton High School, Kerusch jugó baloncesto universitario en Itawamba Community College (2007-08) y en Western Kentucky University, con Western Kentucky Hilltoppers, de 2008-11.
Kerusch comenzó su carrera profesional en el baloncesto después de firmar un contrato con el Aris Salónica BC en 2011. 
En junio de 2012 dejó el Aris Salónica BC y firmó con Artland Dragons de la Basketball Bundesliga en el que jugaría durante las temporadas 2012-13 y 2013-14.
El 20 de febrero de 2015 firmó con Eisbären Bremerhaven de la Basketball Bundesliga hasta el final de la temporada 2014-15, con el que jugaría 12 encuentros.
El 11 de junio de 2016, firma por el Mitteldeutscher BC de la ProA (Basketball Bundesliga), la segunda división del país durante la temporada 2016-17. En su primera temporada en Alemania disputa 30 partidos en los que promedia 16,50 puntos por encuentro, logrando el ascenso a la Basketball Bundesliga.
Más tarde, disputaría varias temporadas con Mitteldeutscher BC en la Basketball Bundesliga.
El 13 de junio de 2019, renueva por tres temporadas con el Mitteldeutscher BC de la Basketball Bundesliga.
Tras siete temporadas en el Mitteldeutscher BC, el 1 de febrero de 2023 firmó con el Science City Jena de la ProA hasta final de temporada.